# Grande Terre (Neukaledonien)
Die Insel Grande Terre ist die Hauptinsel und mit Abstand größte Insel Neukaledoniens, sie liegt im Korallenmeer und gehört zu Frankreich. 

## Geographie
Grande Terre hat eine Fläche von 16.664 km². Sie ist von der Nordspitze Île Baaba bis zur Südspitze ca. 400 km lang und 50 km bis 60 km breit. Die Insel durchzieht ein Faltengebirge mit insgesamt vier Berggipfeln, die 1500 m überschreiten. Mit 1628 m ist der Mont Panié der höchste und der Mont Humboldt mit 1618 m der zweithöchste Berg. Um die Insel herum liegt das Neukaledonische Barriereriff. Der längste Fluss der Insel ist der 90 km lange Diahot, die größte Stadt, die Hauptstadt Neukaledoniens, Nouméa.
Die Berge stellen eine Klimascheide dar. Der Westen liegt im Windschatten der Passatwinde und ist daher relativ trocken, mit Savannen- und Buschlandschaften. Der Osten erhält deutlich mehr Niederschlag; die Vegetation ist vielerorts durch tropische Wälder geprägt.
Die Insel war einst ein Teil des östlichen Randes von Gondwana. Sie trennte sich vom australischen Kontinent vor 80 Millionen Jahren und von Neuseeland vor 55 Millionen Jahren und wanderte nach Nordosten. Heute liegt Grande Terre am Rande der australischen Lithosphärenplatte, die unter die pazifische Lithosphärenplatte taucht (Plattentektonik). Eine Folge davon ist, dass der Meeresboden zusammen mit der Insel Grande Terre und weiteren Inseln, wie beispielsweise den Belep-Inseln und dem Atoll de la Surprise im Nordwesten sowie der Île Ouen und der Île des Pins im Südosten, leicht angehoben wurde. Die östlich gelegenen Loyalitätsinseln sind sogar vulkanischen Ursprungs, da sie noch näher am Plattenrand liegen.
Die Insel verfügt über riesige Nickelvorkommen und ist der viertgrößte Nickelproduzent der Welt. Im Jahr 2020 wurden 200.000 Tonnen des Minerals gefördert.